# Luis de Lucena

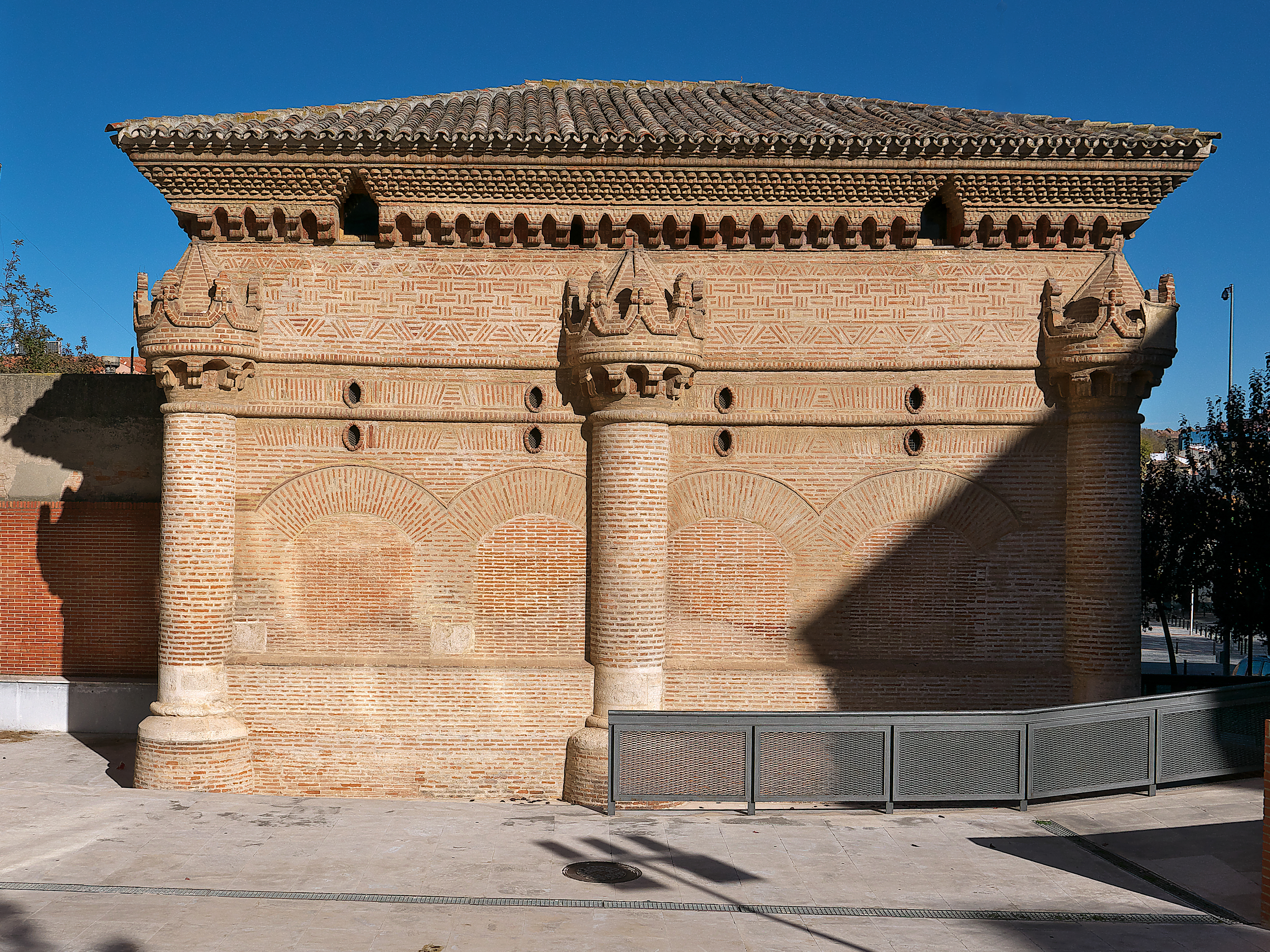
Capilla funeraria promovida en Guadalajara (España)

Luis de Lucena, latinizado como Ludovicus Lucenius (Guadalajara (España), 1491-Roma (Italia), 1552), humanista español que se interesó por la epigrafía y la arqueología, además de ejercer como clérigo y médico.

## Biografía
Vivió niñez y juventud en Guadalajara y estudió en Alcalá de Henares y quizás en Montpellier; antiguamente se creyó que fue eclesiástico. Se doctoró en Medicina en la Universidad francesa y en Toulouse residió ejerciendo su profesión. Escribió un tratado contra la peste en 1523, importante en cuanto a medicina preventiva e higiene. En Italia vivió dos largas temporadas de su vida, la última de ellas y definitiva, desde 1540 a 1552. En Roma frecuentó el círculo del cardenal Colonna junto con otros humanistas españoles, entre ellos Páez de Castro, el humanista de Quer, del que fue gran amigo. Conoció allí también al español Juan Ginés de Sepúlveda y confraternizó con el erudito Diego de Neila, con el cual corrigió y editó el Breviario del cardenal Quiñones, encargo hecho por Clemente VII.
Durante la persecución de los  erasmistas, hacia 1520-1525, se encontraba en Francia y posteriormente en Roma. Antes de marchar al extranjero, Lucena se dedicó a recorrer España en busca de antigüedades romanas. Desenterró lápidas y copió sus inscripciones para formar un pequeño tomo con ellas, el que llevó a Italia como Inscriptiones aliquot collectae ex ipsis Saxis a Ludovico Lucena, Hispano Médico, códice que en 1546 ingresó en los archivos del Vaticano, de donde, a fines del siglo XVIII, fue exhumado por don Francisco Cerdá y Rico, que llevó una copia a la Academia de la Historia de Madrid. En esta actividad de erudito arqueólogo le menciona Ambrosio de Morales en sus Antigüedades de España. Ignacio Danti y Guillaume Philandre, de la academia Colonna, le elogiaron asimismo como arqueólogo, y este último, en el prólogo a sus Annotationes in Vitrubium, señala a Luis de Lucena como "el más experto censor de sus trabajos". En efecto, fue tenido como uno de los más brillantes comentadores de Vitrubio, como consta además por las cartas de Claudio Tolomei, fundador de la Accademia dei Virtuosi al Panteón, más conocida como Accademia della Virtù o Accademia vitruviana, de la cual Lucena era uno de sus miembros y en la que habría explicado la doctrina de los antiguos en torno a la duplicación del cubo.
Como médico en la corte vaticana atendió al pontífice Julio III, a quien, según Antonio de Agustín, otro español en Roma, le curó un latoso dolor de muelas. Murió Lucena en agosto de 1552, en su casa romana sita en la puerta Leonina, por el campo Marcio, y le enterraron en la iglesia de Nuestra Señora del Pópulo, pese a su disposición testamentaria en el sentido de que su cuerpo fuera trasladado y sepultado en su capilla de  Guadalajara.